# قطار سبک شهری ساکرامنتو
قطار سبک شهری ساکرامنتو (انگلیسی: Sacramento RT Light Rail) سیستم قطار سبک شهری در شهر ساکرامنتو، کالیفرنیا است.
این مجموعه که در سال ۱۹۸۷ تأسیس شده دارای ۳ خط، ۵۴ ایستگاه و ۶۹ کیلومتر طول است.

## نگارخانه

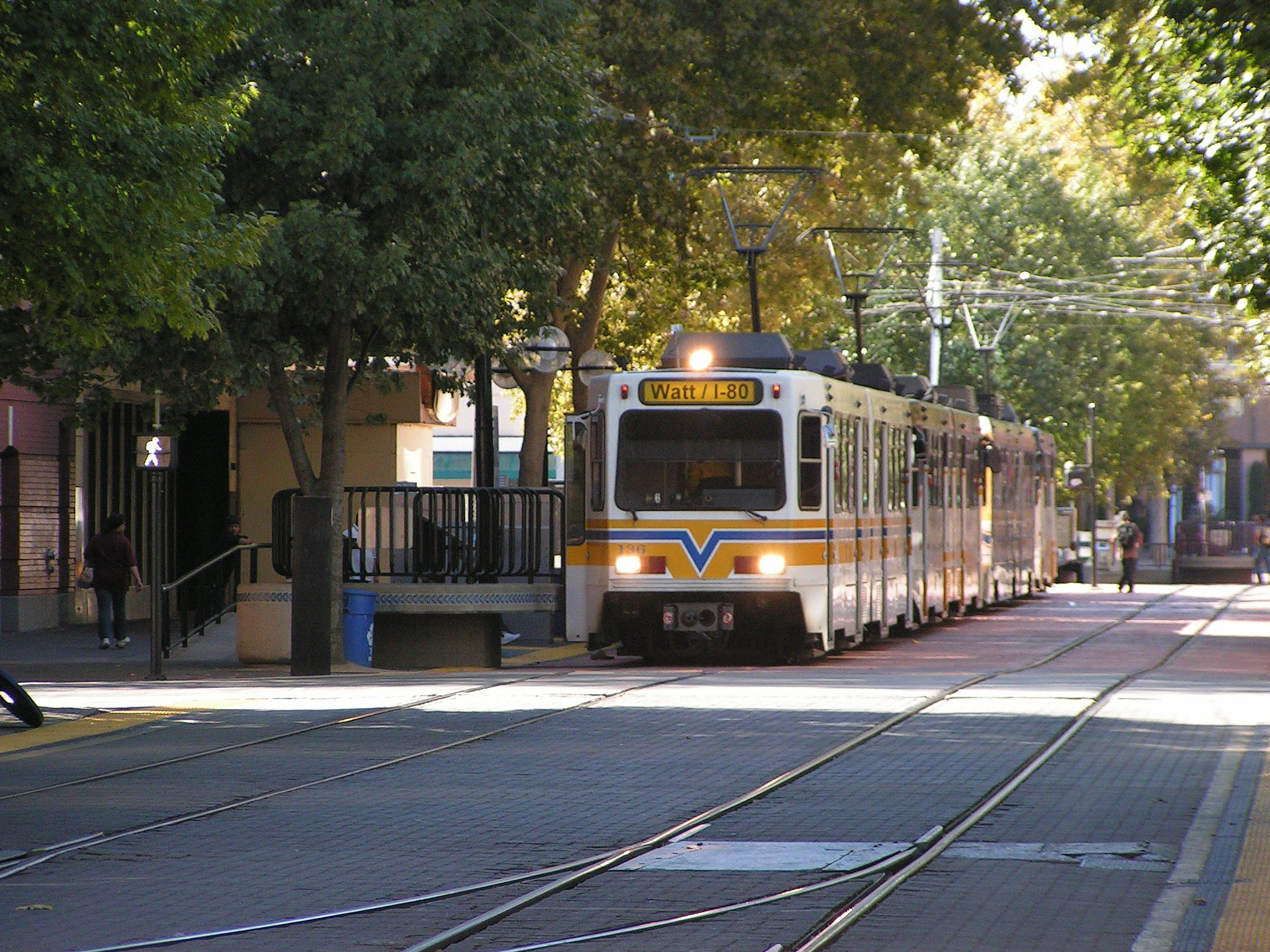
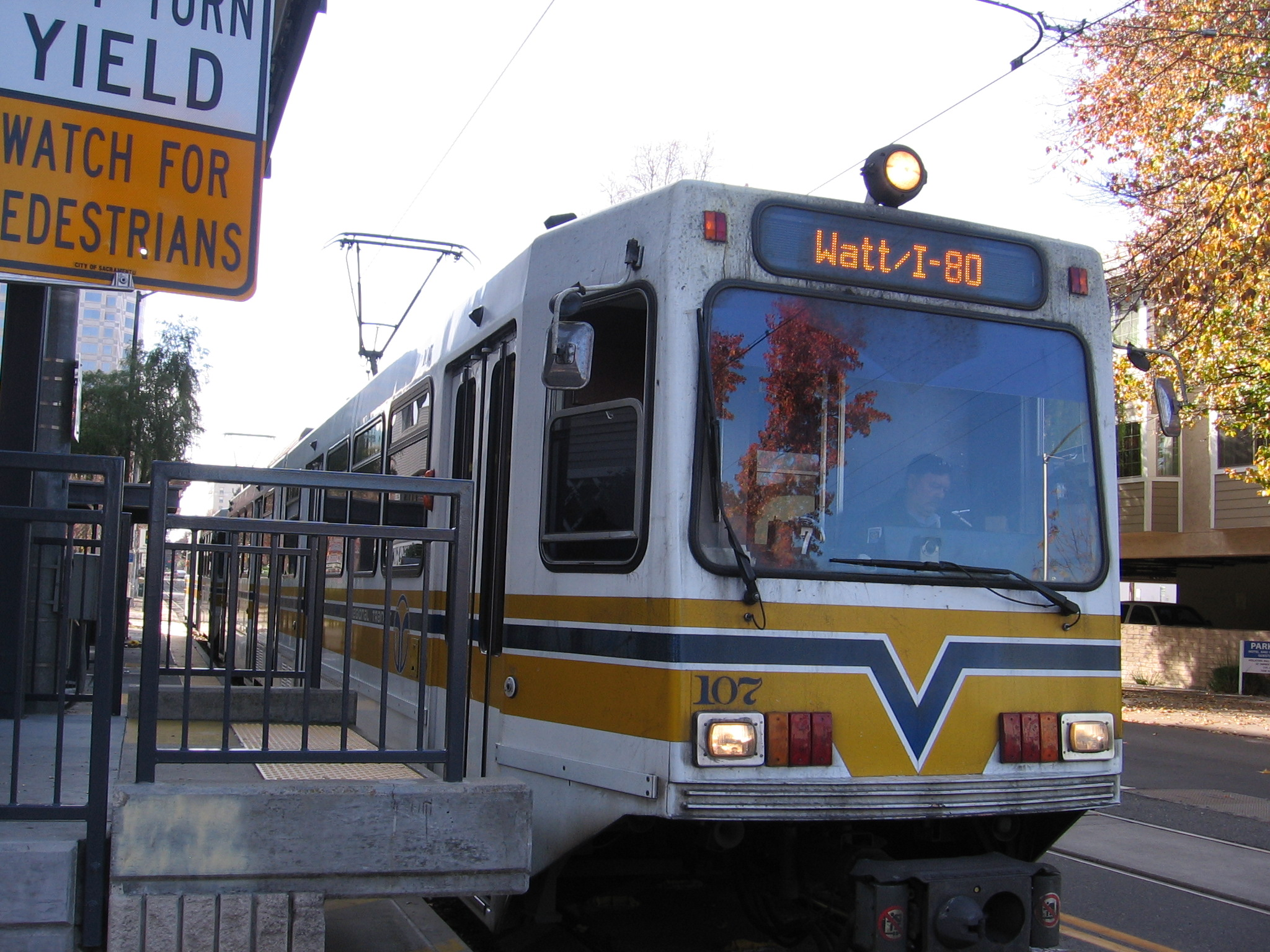
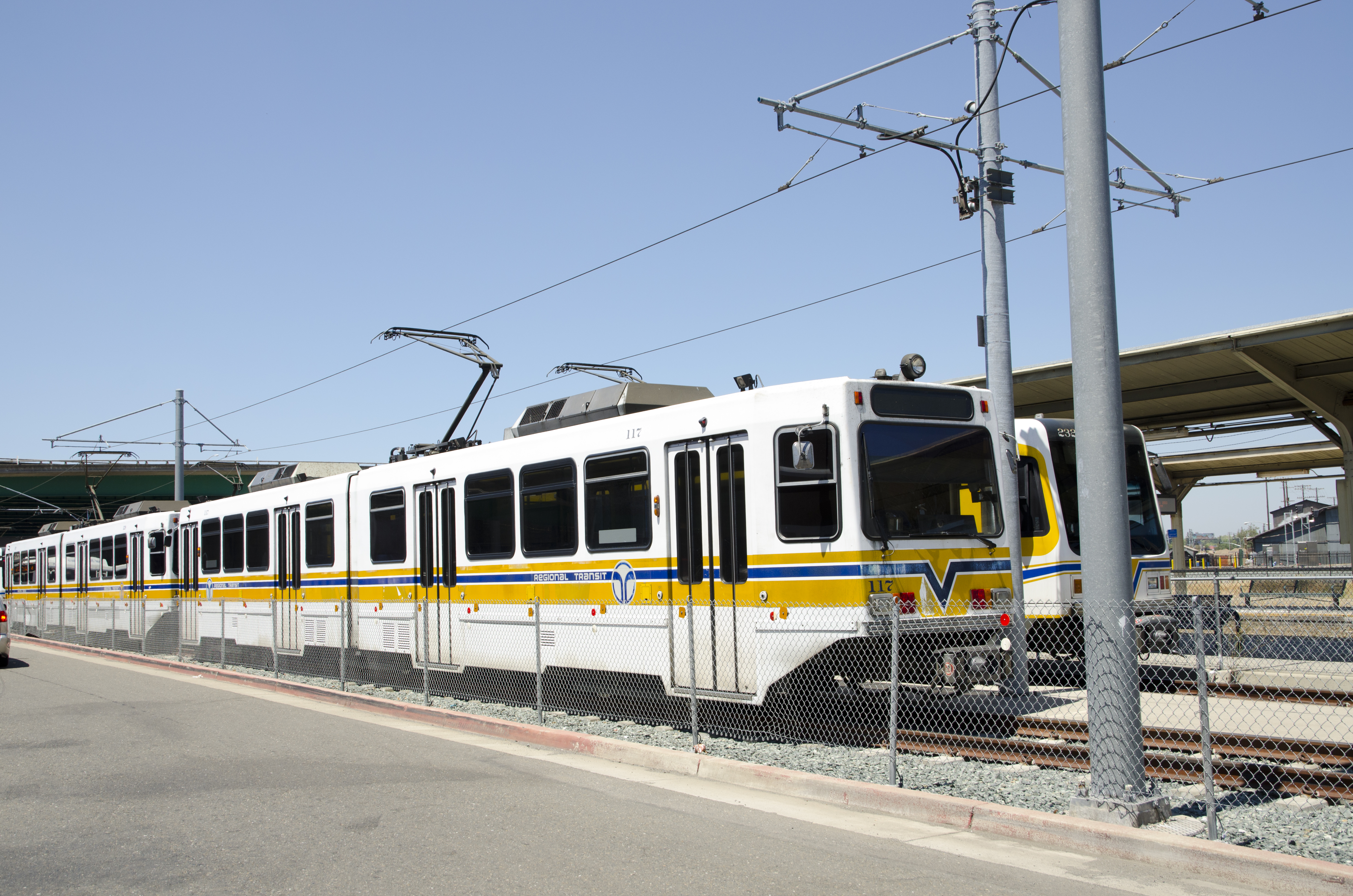
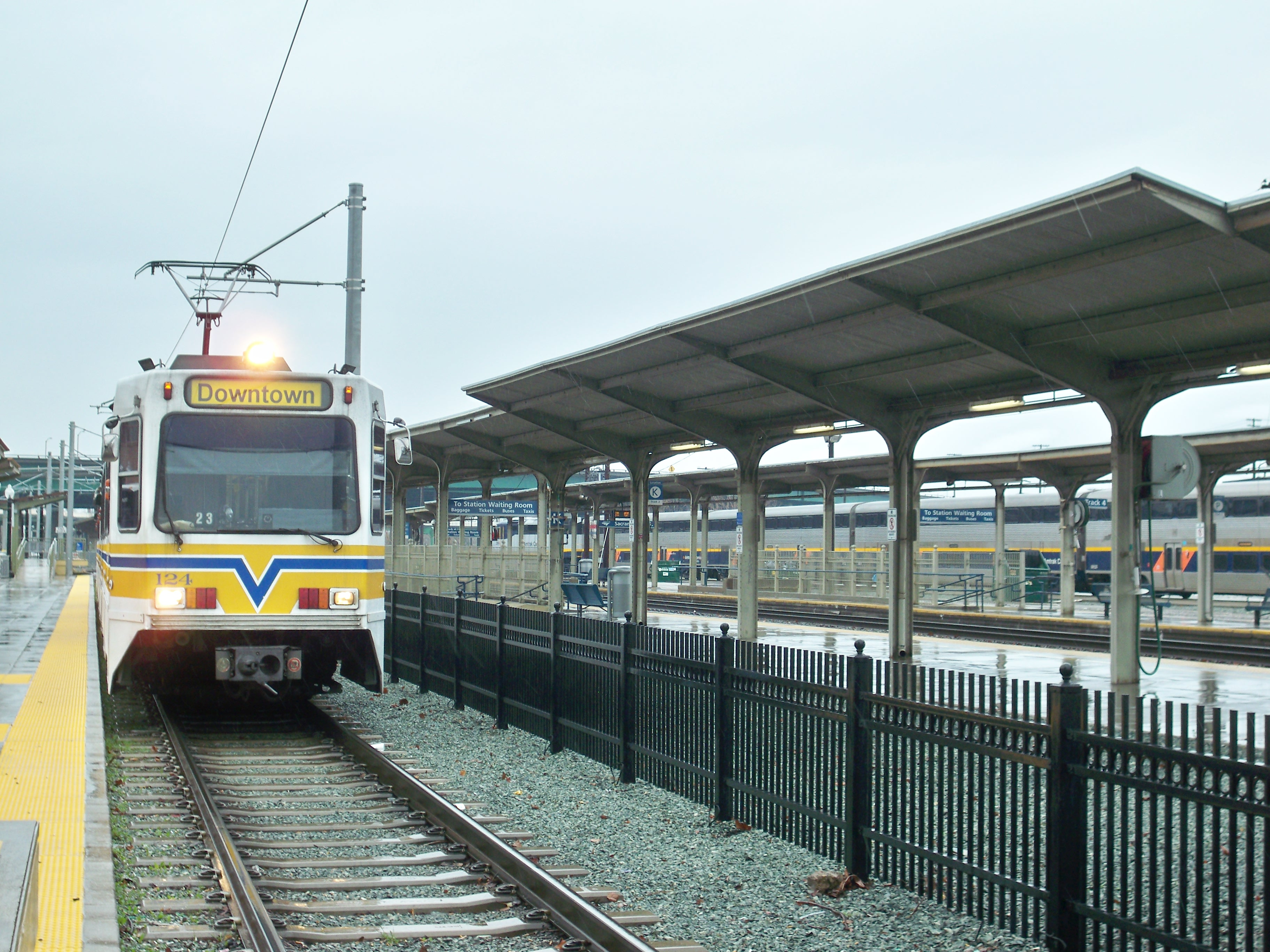